# One Utah Center
El One Utah Center es un rascacielos en el centro de la ciudad de Salt Lake City, la capital del estado de Utah (Estados Unidos). Fue construido por la Compañía Boyer en 1991. El edificio tiene 24 pisos y el 24 contiene dos salas de conferencias.